# تپه کوه گچ
تپه کوه گچ مربوط به دورانِ نوسنگی است و در ۶ کیلومتری جنوب غرب فسا، دامنه کوه گچ واقع شده و این اثر در تاریخ ۲۶ اسفند ۱۳۸۶ با شمارهٔ ثبت ۲۱۸۷۰ به‌عنوان یکی از آثار ملی ایران به ثبت رسیده است.